# Tractat de Chicago
S'utilitza la designació Tractat de Chicago o Tractat internacional de Chicago per a qualsevol dels dos documents confeccionats i signats a Chicago, Illinois, entre Estats Units i els nadius d'ottawa, anishinaabemowin (o chippewa) i potawatomi.

## Tractat de 1821

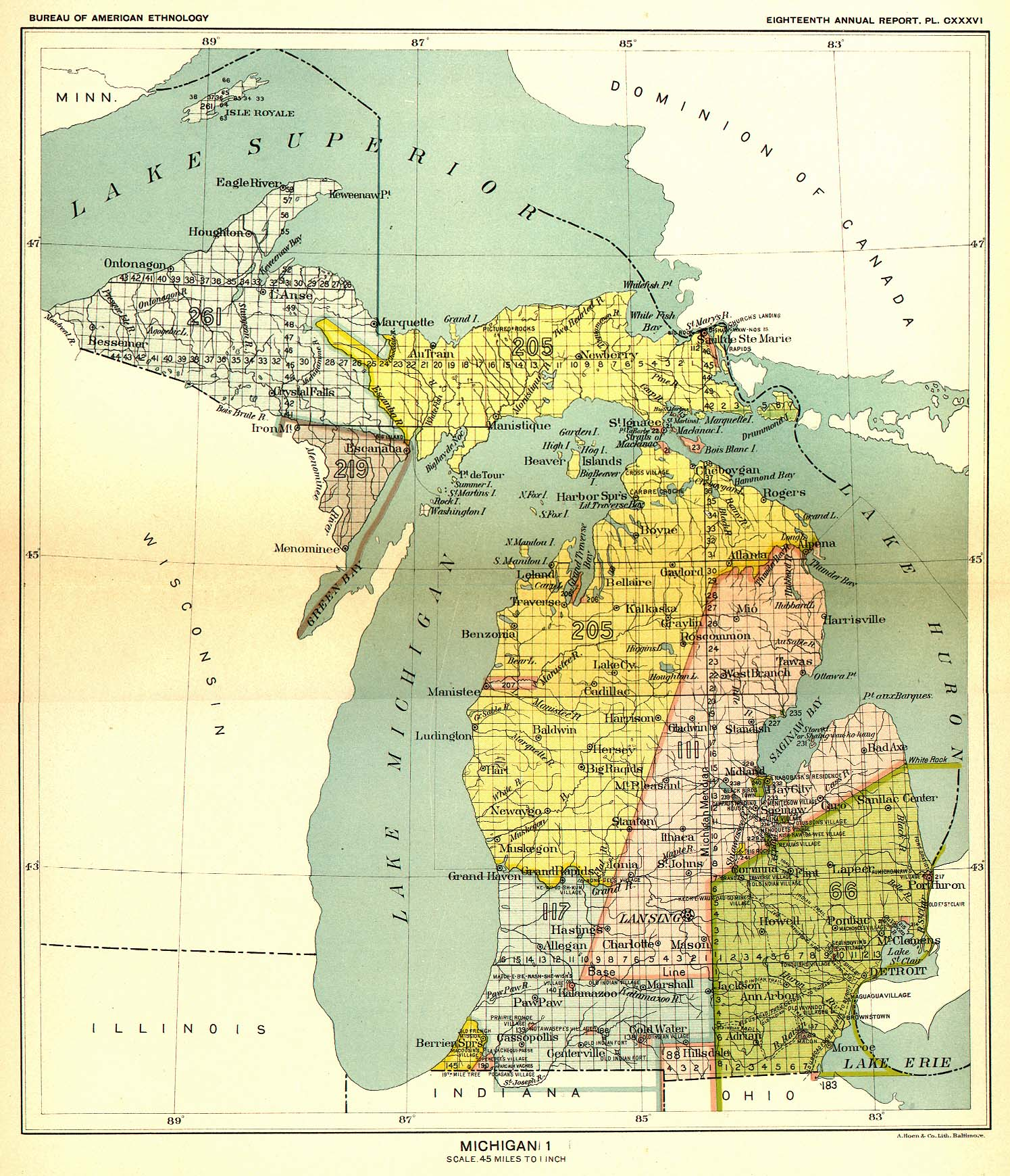
L'àrea gris mostra les terres cedides en 1821.

El primer tractat de Chicago va ser signat per Lewis Cass, governador de Michigan, i Solomon Sibley, per part dels Estats Units, i diversos representants indígenes el 29 d'agost de 1821, i proclamat el 25 de març de 1822. L'acord concedia als Estats Units d'Amèrica totes les terres pertanyents al Territori de Michigan al sud de Big River (Michigan), amb l'excepció de diverses menudes reserves.

## Tractat de 1833
Signat pel governador del Territori de Michigan George B. Porter, Thomas J. V. Owen i William Weatherford així com per part de diversos representants de les mateixes tribus de 1821, va ser acordat el 26 de setembre de 1833 i proclamat el 21 de febrer de 1835. Per aquest tractat els nadius van cedir als Estats Units totes les seues terres a l'oest del llac Michigan, aproximadament 20.000 quilòmetres quadrats, en canvi d'una reserva d'igual ordre a l'oest del riu Missouri. En els articles suplementaris al document les tribus cedien algunes de les reserves específicament garantides per a ells en el Territori de Michigan en tractats previs, a l'est del llac Michigan i al sud de Big River.